# عرض جنسي

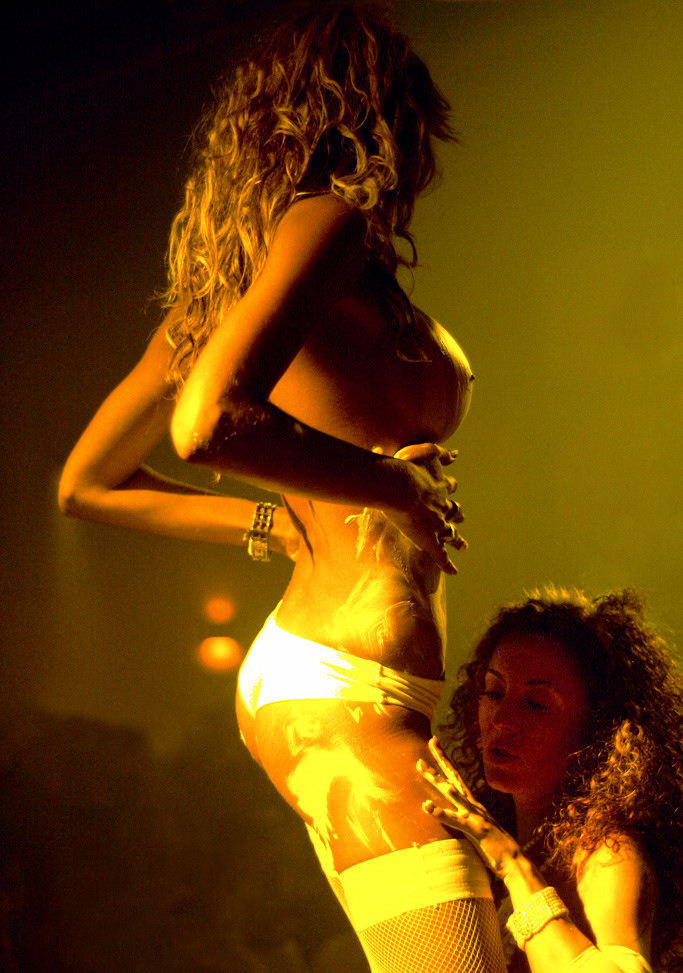
عرض مثليه في غرناطة (إسبانيا).

العرض الجنسي هو شكل من أشكال الأداء الحي الذي يشارك فيه واحد أو أكثر من الممثلين الذين ينخرطون في شكل من أشكال النشاط الجنسي على خشبة المسرح للترفيه أو الإشباع الجنسي للمتفرجين. يتم الدفع لفناني العرض إما من قبل المتفرجين أو من قبل منظمي العرض.